# Porhydrus lineatus
Porhydrus lineatus é uma espécie de insetos coleópteros pertencente à família Dytiscidae.
A autoridade científica da espécie é Fabricius, tendo sido descrita no ano de 1775.
Trata-se de uma espécie presente no território português.